# Норт-Гартсвілл (Південна Кароліна)
Норт-Гартсвілл (англ. North Hartsville) — переписна місцевість (CDP) в США, в окрузі Дарлінгтон штату Південна Кароліна. Населення — 2775 осіб (2020).

## Географія
Норт-Гартсвілл розташований за координатами 34°24′13″ пн. ш. 80°4′13″ зх. д. / 34.40361° пн. ш. 80.07028° зх. д. (34.403558, -80.070375).  За даними Бюро перепису населення США в 2010 році переписна місцевість мала площу 11,83 км², з яких 11,82 км² — суходіл та 0,02 км² — водойми.

## Демографія
Згідно з переписом 2010 року, у переписній місцевості мешкала 3251 особа в 1243 домогосподарствах у складі 912 родин. Густота населення становила 275 осіб/км².  Було 1392 помешкання (118/км²).
Расовий склад населення:
| - 73,4 % — білих - 22,6 % — чорних або афроамериканців - 0,7 % — корінних американців - 0,3 % — азіатів - 1,6 % — осіб інших рас |

До двох чи більше рас належало 1,4 %. Частка іспаномовних становила 3,3 % від усіх жителів.
За віковим діапазоном населення розподілялося таким чином: 24,9 % — особи молодші 18 років, 60,6 % — особи у віці 18—64 років, 14,5 % — особи у віці 65 років та старші. Медіана віку мешканця становила 39,9 року. На 100 осіб жіночої статі у переписній місцевості припадало 97,3 чоловіків;  на 100 жінок у віці від 18 років та старших — 94,3 чоловіків також старших 18 років.
Середній дохід на одне домашнє господарство  становив 59 668 доларів США (медіана — 47 713), а середній дохід на одну сім'ю — 64 504 долари (медіана — 48 707). За межею бідності перебувало 15,1 % осіб, у тому числі 8,0 % дітей у віці до 18 років та 16,0 % осіб у віці 65 років та старших.
Цивільне працевлаштоване населення становило 1407 осіб. Основні галузі зайнятості: виробництво — 25,0 %, освіта, охорона здоров'я та соціальна допомога — 14,5 %, будівництво — 14,3 %.